# Narciarstwo dowolne na Zimowych Igrzyskach Olimpijskich 2010 – ski cross mężczyzn
Mężczyźni w debiutującej konkurencji na ZIO, czyli w Ski Crossie rywalizowali o medale 21 lutego w Cypress Mountain Resort położonym o 20km na północ od Vancouver. Pierwszym w historii Ski cross-u mistrzem olimpijskim został Szwajcar Michael Schmid, wicemistrzostwo wywalczył Austriak Andreas Matt, a brązowy medal przypadł Norwegowi Audunowi Grønvoldowi.

## Wyniki

### Kwalifikacje
| Pozycja | Nr | Zawodnik              | Kraj | Czas    | Uwagi |
| ------- | -- | --------------------- | ---- | ------- | ----- |
| 1.      | 4  | Michael Schmid        | SUI  | 1:12.53 | Q     |
| 2.      | 6  | Christopher Del Bosco | CAN  | 1:12.89 | Q     |
| 3.      | 13 | Xavier Kuhn           | FRA  | 1:12.91 | Q     |
| 4.      | 5  | Andreas Matt          | AUT  | 1:13.13 | Q     |
| 5.      | 14 | Audun Grønvold        | NOR  | 1:13.23 | Q     |
| 6.      | 2  | Thomas Zangerl        | AUT  | 1:13.44 | Q     |
| 7.      | 31 | Filip Flisar          | SLO  | 1:13.46 | Q     |
| 8.      | 1  | Simon Stickl          | GER  | 1:13.49 | Q     |
| 9.      | 27 | Errol Kerr            | JAM  | 1:13.71 | Q     |
| 10.     | 11 | Stanley Hayer         | CAN  | 1:13.74 | Q     |
| 11.     | 7  | Tomáš Kraus           | CZE  | 1:13.75 | Q     |
| 12.     | 33 | Scott Kneller         | AUS  | 1:13.85 | Q     |
| 13.     | 20 | Enak Gavaggio         | FRA  | 1:13.90 | Q     |
| 14.     | 17 | Sylvain Miaillier     | FRA  | 1:13.91 | Q     |
| 14.     | 16 | Conradign Netzer      | SUI  | 1:13.91 | Q     |
| 16.     | 8  | Ted Piccard           | FRA  | 1:14.10 | Q     |
| 17.     | 29 | Anders Rekdal         | NOR  | 1:14.17 | Q     |
| 18.     | 12 | Casey Puckett         | USA  | 1:14.35 | Q     |
| 19.     | 9  | Lars Lewén            | SWE  | 1:14.44 | Q     |
| 20.     | 25 | Jegor Korotkow        | RUS  | 1:14.54 | Q     |
| 21.     | 32 | Michael Forslund      | SWE  | 1:14.66 | Q     |
| 21.     | 23 | Juha Haukkala         | FIN  | 1:14.66 | Q     |
| 23.     | 22 | Tommy Eliasson        | SWE  | 1:14.73 | Q     |
| 24.     | 15 | Daron Rahlves         | USA  | 1:14.91 | Q     |
| 25.     | 10 | Davey Barr            | CAN  | 1:14.98 | Q     |
| 26.     | 21 | Hiroomi Takizawa      | JPN  | 1:15.03 | Q     |
| 27.     | 19 | Richard Spalinger     | SUI  | 1:15.12 | Q     |
| 28.     | 18 | Patrick Koller        | AUT  | 1:15.22 | Q     |
| 29.     | 24 | Martin Fiala          | GER  | 1:15.88 | Q     |
| 30.     | 26 | Markus Wittner        | AUT  | 1:15.91 | Q     |
| 31.     | 3  | Beni Hofer            | SUI  | 1:16.18 | Q     |
| 32.     | 30 | Eric Iljans           | SWE  | 1:16.34 | Q     |
| 33 !    | 28 | Zdeněk Šafář          | CZE  | DNF     |       |

### Runda Eliminacyjna

#### 1/8 Finału
Do 1/8 Finału zakwalifikowało się 32 zawodników 
| Pozycja | Nr | Zawodnik       | Kraj | Uwagi |
| ------- | -- | -------------- | ---- | ----- |
| 1.      | 1  | Michael Schmid | SUI  | Q     |
| 2.      | 32 | Eric Iljans    | SWE  | Q     |
| 3.      | 24 | Daron Rahlves  | USA  |       |
| 4.      | 16 | Ted Piccard    | FRA  | DNF   |

| Pozycja | Nr | Zawodnik      | Kraj | Uwagi |
| ------- | -- | ------------- | ---- | ----- |
| 1.      | 9  | Errol Kerr    | JAM  | Q     |
| 2.      | 25 | Davey Barr    | CAN  | Q     |
| 3.      | 8  | Simon Stickl  | GER  |       |
| 4.      | 17 | Anders Rekdal | NOR  | DNF   |

| Pozycja | Nr | Zawodnik          | Kraj | Uwagi |
| ------- | -- | ----------------- | ---- | ----- |
| 1.      | 11 | Tomáš Kraus       | CZE  | Q     |
| 2.      | 27 | Richard Spalinger | SUI  | Q     |
| 3.      | 6  | Thomas Zangerl    | AUT  |       |
| 4.      | 19 | Lars Lewén        | SWE  |       |

| Pozycja | Nr | Zawodnik         | Kraj | Uwagi |
| ------- | -- | ---------------- | ---- | ----- |
| 1.      | 13 | Enak Gavaggio    | FRA  | Q     |
| 2.      | 4  | Andreas Matt     | AUT  | Q     |
| 3.      | 29 | Martin Fiala     | GER  |       |
| 4.      | 21 | Michael Forslund | SWE  |       |

| Pozycja | Nr | Zawodnik          | Kraj | Uwagi |
| ------- | -- | ----------------- | ---- | ----- |
| 1.      | 14 | Sylvain Miaillier | FRA  | Q     |
| 2.      | 30 | Markus Wittner    | AUT  | Q     |
| 3.      | 22 | Juha Haukkala     | FIN  |       |
| 4.      | 3  | Xavier Kuhn       | FRA  | DNF   |

| Pozycja | Nr | Zawodnik       | Kraj | Uwagi |
| ------- | -- | -------------- | ---- | ----- |
| 1.      | 5  | Audun Grønvold | NOR  | Q     |
| 2.      | 12 | Scott Kneller  | AUS  | Q     |
| 3.      | 20 | Jegor Korotkow | RUS  |       |
| 4.      | 28 | Patrick Koller | AUT  |       |

| Pozycja | Nr | Zawodnik         | Kraj | Uwagi |
| ------- | -- | ---------------- | ---- | ----- |
| 1.      | 7  | Filip Flisar     | SLO  | Q     |
| 2.      | 10 | Stanley Hayer    | CAN  | Q     |
| 3.      | 26 | Hiroomi Takizawa | JPN  |       |
| 4.      | 18 | Casey Puckett    | USA  |       |

| Pozycja | Nr | Zawodnik              | Kraj | Uwagi |
| ------- | -- | --------------------- | ---- | ----- |
| 1.      | 2  | Christopher Del Bosco | CAN  | Q     |
| 2.      | 23 | Tommy Eliasson        | SWE  | Q     |
| 3.      | 15 | Conradign Netzer      | SUI  |       |
| 4.      | 31 | Beni Hofer            | SUI  |       |

#### 1/4 Finału
| Pozycja | Nr | Zawodnik       | Kraj | Uwagi |
| ------- | -- | -------------- | ---- | ----- |
| 1.      | 1  | Michael Schmid | SUI  | Q     |
| 2.      | 25 | Davey Barr     | CAN  | Q     |
| 3.      | 9  | Errol Kerr     | JAM  |       |
| 4.      | 32 | Eric Iljans    | SWE  |       |

| Pozycja | Nr | Zawodnik          | Kraj | Uwagi |
| ------- | -- | ----------------- | ---- | ----- |
| 1.      | 13 | Enak Gavaggio     | FRA  | Q     |
| 2.      | 4  | Andreas Matt      | AUT  | Q     |
| 3.      | 11 | Tomáš Kraus       | CZE  |       |
| 4.      | 27 | Richard Spalinger | SUI  |       |

| Pozycja | Nr | Zawodnik          | Kraj | Uwagi |
| ------- | -- | ----------------- | ---- | ----- |
| 1.      | 5  | Audun Grønvold    | NOR  | Q     |
| 2.      | 12 | Scott Kneller     | AUS  | Q     |
| 3.      | 14 | Sylvain Miaillier | FRA  |       |
| 4.      | 30 | Markus Wittner    | AUT  |       |

| Pozycja | Nr | Zawodnik              | Kraj | Uwagi |
| ------- | -- | --------------------- | ---- | ----- |
| 1.      | 2  | Christopher Del Bosco | CAN  | Q     |
| 2.      | 7  | Filip Flisar          | SLO  | Q     |
| 3.      | 23 | Tommy Eliasson        | SWE  |       |
| 4.      | 10 | Stanley Hayer         | CAN  |       |

#### 1/2 Finału
| Pozycja | Nr | Zawodnik       | Kraj | Uwagi |
| ------- | -- | -------------- | ---- | ----- |
| 1.      | 1  | Michael Schmid | SUI  | Q     |
| 2.      | 4  | Andreas Matt   | AUT  | Q     |
| 3.      | 25 | Davey Barr     | CAN  |       |
| 4.      | 13 | Enak Gavaggio  | FRA  |       |

| Pozycja | Nr | Zawodnik              | Kraj | Uwagi |
| ------- | -- | --------------------- | ---- | ----- |
| 1.      | 5  | Audun Grønvold        | NOR  | Q     |
| 2.      | 2  | Christopher Del Bosco | CAN  | Q     |
| 3.      | 12 | Scott Kneller         | AUS  |       |
| 4.      | 7  | Filip Flisar          | SLO  |       |

#### Finały
Mały Finał
| Pozycja | Nr | Zawodnik      | Kraj | Uwagi |
| ------- | -- | ------------- | ---- | ----- |
| 5.      | 13 | Enak Gavaggio | FRA  |       |
| 6.      | 25 | Davey Barr    | CAN  |       |
| 7.      | 12 | Scott Kneller | AUS  |       |
| 8.      | 7  | Filip Flisar  | SLO  | DNF   |

Finał
| Pozycja | Nr | Zawodnik              | Kraj | Uwagi |
| ------- | -- | --------------------- | ---- | ----- |
|         | 1  | Michael Schmid        | SUI  |       |
|         | 4  | Andreas Matt          | AUT  |       |
|         | 5  | Audun Grønvold        | NOR  |       |
| 4.      | 2  | Christopher Del Bosco | CAN  | DNF   |